# Imago Mundi
«Imago Mundi» (с лат. — «Изображение / Образ Мира») — англоязычный ежегодник по истории картографии, основанный в 1935 году русским эмигрантом первой волны Львом Семёновичем Багровым (1881—1957). До 1991 главным редактором журнала был британский профессор Брайан Харли (1932—1991). Членом редколлегии журнала с российской стороны долгое время был профессор Л.А. Гольденберг (1920—1989), затем его сменил профессор А.В. Постников. К 2013 году было выпущено 64 номера ежегодника, а последние годы состоящих из двух книжек.
В книжках ежегодника публикуются статьи, посвящённые истории старинных географических карт, биографии картографов, гравёров и издателей карт и атласов.